# Instituto Confucio de la Universidad de Granada
El Instituto Confucio de la Universidad de Granada (ICUGR) es una institución no lucrativa, creada gracias a la colaboración entre la Universidad de Granada y la Universidad de Pekín, cuyo principal objetivo es promocionar el estudio de la lengua y la cultura chinas y desarrollar en nuestra ciudad y en todo el ámbito de actuación de la Universidad aquellas actividades que sirvan a este fin, por medio de cursos del idioma de diferentes niveles, organización de ciclos de cine, seminarios, conferencias, talleres, etc.
El ICUGR retoma el esfuerzo de la Universidad de Granada como pionera en España de los estudios sobre China, que desde 1987 ha ido ampliando su oferta de cursos en materias relacionadas con la historia, la literatura, el pensamiento, etc., de este país, y con la que se propone cubrir la creciente demanda de conocimientos sobre la lengua y la cultura chinas que reclama hoy en día nuestra sociedad. Todas las actividades se desarrollarán en colaboración con otras instancias de la Universidad de Granada, y especialmente con el Seminario de Estudios Asiáticos de la UGR, así como con otros IC nacionales e internacionales. El Instituto Confucio es una entidad equivalente al Instituto Cervantes o al British Council. Con sede central en Pekín este organismo está presente en los cinco continentes con más de 350 centros, contando en España con seis sedes ubicadas en Madrid, Valencia, Granada, Barcelona, León y Las Palmas de Gran Canaria.